# كاميلوت
كاميلوت (بالإنجليزية: Camelot)‏ هي قلعة وبلاط يرتبط اسمها بالملك الأسطوري آرثر. تحدد القصص موقعها بأنها في مكان ما ـ لا تحدده بالضبط ـ في بريطانيا العظمى، وتربطها أحيانًا بمدن حقيقية. غير أن معظم الباحثين يرون أنها من نسج الخيال الخالص.